# Bytów
Bytów (in tedesco Bütow, in casciubo Bëtowò) è una città della Pomerania centrale, nel nord della Polonia, con 16 888 abitanti. Precedentemente parte del voivodato di Słupsk (1975 - 1988) è attualmente capitale del distretto di Bytów nel voivodato della Pomerania dal 1999.

## Storia
Il primo insediamento nella regione risale al XIII secolo mentre la prima traccia documentale fa riferimento ad esso nel 1321 come vassallo della Polonia. I Cavalieri Teutonici presero la città nel 1335 e diedero il via alla costruzione di una loro canonica. Il 12 luglio 1346 ricevette lo statuto di città, dal Gran Maestro Heinrich Dusemer. La città si alternò tra il dominio teutonico e quello polacco nel corso dei loro conflitti, e tornò definitivamente sotto il controllo della Polonia nel 1466 con il Trattato di Toruń.
Nel 1627 durante la Guerra dei Trent'anni la città venne ricostruita dopo essere stata devastata da un terribile incendio. Durante il Diluvio, il periodo della storia polacca segnato dall'invasione della Confederazione Polacco-Lituana da parte della Russia e della Svezia, il re polacco Giovanni II Casimiro fece dono della città di Bytow e di Lębork al margravio Federico Guglielmo di Brandeburgo come feudo ereditario nel Trattato di Bydgoszcz, per ottenere l'alleanza di quest'ultimo contro la Svezia. Sebbene il regno polacco mantenesse la sovranità sulla città, essa venne governata dal Brandeburgo prima, e dal 1701 dal Regno di Prussia poi. Durante il XVIII secolo la città soffrì gli ingenti danni di numerosi incendi e di frequenti ondate epidemiche.
Nel 1773 la Polonia perse la sua sovranità sulla città che venne incorporata nella provincia prussiana di Pomerania, con il nome di Bütow. Dal 1846 al 1945 essa fu sede del Circondario rurale e divenne parte dell'Impero tedesco nel 1871.
Dopo il Trattato di Versailles, nonostante la Seconda Repubblica di Polonia reclamasse il ritorno della città nel suo territorio, l'assemblea del trattato la assegnò alla Repubblica di Weimar nel 1919. Durante la Seconda guerra mondiale Bytòw venne occupata dall'Armata Rossa sovietica e nel 1945 venne posta sotto la giurisdizione polacca in base ai dettami della Conferenza di Potsdam, e venne ribattezzata Bytów. La popolazione cittadina di etnia germanica venne espulsa dalla città e rimpiazzata con cittadini polacchi provenienti soprattutto dai territori polacchi annessi all'URSS. Dal 1945 fino al 1975 Bytów fu sede di un distretto.

## Luoghi da visitare
- Fortezza (Ordensburg) dei Cavalieri Teutonici, costruita nel 1399
- Chiesa di Santa Caterina d'Alessandria, costruita nel XIV secolo
- Chiesa di San Giorgio, costruita nel XVI secolo.

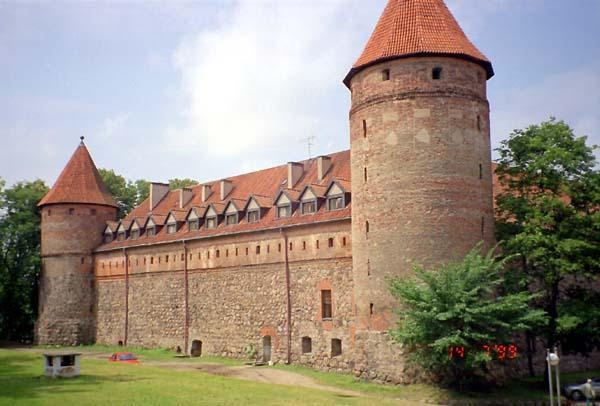
Immagine del Castello Teutonico di Bytów

## Municipalità di Bytów
Nel comune di Bytów sono annoverate le seguenti municipalità:
- Dąbie (Dampen, Dãbie)
- Gostkowo (Gustkow, Gòstkòwò)
- Grzmiąca (Gramenz, Grzmiãcò)
- Mądrzechowo (Mangwitz)
- Mokrzyn (Petersdorf)
- Niezabyszewo (Damsdorf, Niézabëszéwò)
- Płotowo (Platenheim, Płotowa)
- Pomysk Mały (Klein Pomeiske, Małë Pòmësk)
- Pomysk Wielki (Gross Pomeiske, Wiôlgë Pòmësk)
- Rekowo (Reckow, Rekowò)
- Rzepnica
- Sierżno (Zerrin, Sérzno)
- Świątkowo (Luisenhof)
- Udorpie (Hygendorf, Ùdorp)
- Ząbinowice (Gersdorf)